# Керменчик (історичне поселення)
Керменчик (крим. Kermençik) — колишнє село біля Сімферополя. Зараз частина історичної місцевості Петрівська балка.

## Історія
Появу села Керменчик пов'язують з занепадом однойменного скіфського городища, яке більшість сучасних вчених ототожнює з Неаполем-Скіфським, у III столітті під ударами греків, готів та гунів.
Однак, більшість вчених відносять його появу до періоду панування у Криму кипчаків та Золотої Орди, тобто до XI—XIII століття.
Село розташовувалося на північному пагорбі скель Дженакай-Кир (Петровські скелі), що й досі має однойменну назву, та у балці під ним, зараз Петрівська балка. Біля зольників на місці зниклого села встановили по колу мармурові валуни, які з часом прикрасили любителі графіті.
У перекладі з кримськотатарського Kermençik означає «маленька фортеця». Судячи з усього, населення села було змішане, і до середини XVIII століття у ньому склалося дві основні групи: уруми-християни та кримські татари-мусульмани, що мали схожі тюркські мови. Існує також думка, що все населення називало себе греками.
У 1778 році місцеві християни буди депортовані російськими військами у Приазов'я, де близько 970 поселенців заснували село Старий Керменчик (зараз Старомлинівка) в Маріупольському грецькому окрузі.
Вважається, що 1779 року село припинило своє існування, а місцеві мусульмани переселилися в сусідній Акмесджит.
Влітку 1827 року Олександр Іванович Султан-Крим-Гірей, великий любитель старовини, прогулюючись ймовірно в районі Петровської балки, побачив у арбі у татарина каміння з написами та барельєфом воїна. Купивши це каміння, він повідомив про це археолога, директора Одеського музею старожитностей І. П. Бларамберга. Той приїхав до Сімферополя, і на місці знахідок знайшов інші плити з написами, постамент від статуї, а також уламок мармурового рельєфу із зображенням скіфських царів Скілура та Палака. Знайдене горидище отримало назву по колишньому селу — Керменчик.

У XIX столітті зникле село напряму пов'язували з Неаполем-Скіфським:
«Неаполіс пережив свою метрополію та інші, грецькі міста, і під ім'ям Керменчика дожив до 1779 року, а цього року разом із усіма греками та митрополитом Ігнатієм жителі Керменчика залишили місто, де прожили не менше 2000 років, переселилися до Маріупольського повіту та утворили село тієї ж назви — Керменчик.

Про останні дні цих жителів татари передають, що то були люди працьовиті, чесні, мали крамниці, вулиці, багато води на горі, але жили замкнуто від татар; йдучи, забили джерела якоюсь сумішшю та овечою вовною; були дуже бідні і водночас чесні настільки, що замість металевих грошей вживали камінчики, зразки яких можна побачити у нашому музеї.»
Однак, на сьогодні при дослідженнях городища Керменчик не знайдено великого культурного пласта після IV століття. То ж можна припустити що між цими поселеннями є проміжок, а більша частина села знаходилася у балці, а не на місці городища.